# Yankee Doodle Dandy
Yankee Doodle Dandy is een zwart-wit muziekfilm van  Warner Bros. uit 1942, met James Cagney in de hoofdrol (en met zijn zus Jeanne in de rol van de zus van de protagonist). De film is gebaseerd op het leven van George M. Cohan (1878-1942), die de bijnaam kreeg the man who owned Broadway. Deze kreeg in 1940 de Congressional Gold Medal, onder andere voor "Over there" (aka "The yanks are coming") uit de Eerste Wereldoorlog, wat zijn bekendste lied zal zijn.
De regie is van Michael Curtiz, met William Cagney (de broer van) als een van de producers. De tekst voor de muziek in de film was van Cohan zelf. De film werd genomineerd voor acht Oscars, en won er drie.

## Verhaal
George M. Cohan was een bekende toneelregisseur, -acteur en -danser. De film schetst zijn leven vanaf zijn eerste stappen op het podium tot zijn grootste triomfen op Broadway.

## Rolverdeling
| Acteur           | Personage                |
| ---------------- | ------------------------ |
| James Cagney     | George M. Cohan          |
| Joan Leslie      | Mary                     |
| Walter Huston    | Jerry Cohan              |
| Richard Whorf    | Sam Harris               |
| Irene Manning    | Fay Templeton            |
| George Tobias    | Dietz                    |
| Rosemary DeCamp  | Nellie Cohan             |
| Jeanne Cagney    | Josie Cohan              |
| Frances Langford | Zangeres                 |
| George Barbier   | Erlanger                 |
| S.Z. Sakall      | Schwab                   |
| Walter Catlett   | Theaterdirecteur         |
| Douglas Croft    | George M. Cohan, 13 jaar |
| Eddie Foy jr.    | Eddie Foy                |
| Minor Watson     | Albee                    |

## Prijzen en nominaties
| Jaar | Prijs  | Categorie               | Genomineerde(n)              | Uitslag     |
| ---- | ------ | ----------------------- | ---------------------------- | ----------- |
| 1943 | Oscars | Beste acteur            | James Cagney                 | Gewonnen    |
| 1943 | Oscars | Beste muziek            | Ray Heindorf Heinz Roemheld  | Gewonnen    |
| 1943 | Oscars | Beste geluid            | Nathan Levinson              | Gewonnen    |
| 1943 | Oscars | Beste film              | Yankee Doodle Dandy          | Genomineerd |
| 1943 | Oscars | Beste regie             | Michael Curtiz               | Genomineerd |
| 1943 | Oscars | Beste mannelijke bijrol | Walter Huston                | Genomineerd |
| 1943 | Oscars | Beste verhaal           | Robert Buckner Edmund Joseph | Genomineerd |
| 1943 | Oscars | Beste montage           | George Amy                   | Genomineerd |

## Filmmuziek
1. Overture
2. Keep Your Eyes Upon Me
3. While Strolling Through the Park One Day
4. At a Georgia Camp Meeting
5. I Was Born in Virginia
6. The Warmest Baby in the Bunch
7. Harrigan
8. The Yankee Doodle Boy
9. Give My Regards To Broadway
10. Oh You Wonderful Girl / Blue Skies, Gray Skies / The Belle of the Barbers' Ball
11. Mary's a Grand Old Name
12. Forty-Five Minutes from Broadway
13. Mary's a Grand Old Name (reprise 1)
14. Mary's a Grand Old Name (reprise 2)
15. Forty-Five Minutes from Broadway (reprise)
16. So Long, Mary
17. You're a Grand Old Flag
18. Like the Wandering Minstrel
19. Over There
20. A George M. Cohan Potpouri
21. Off the Record
22. Over There (reprise)
23. The Yankee Doodle Boy (reprise)